# Birsa
Birsa é uma cidade construída de couro por Dido, filha de Belo.